# Joan Allison
Joan Allison (Joan Florence Allison, geb. Page; * 10. Juni 1947 in Thurnscoe, South Yorkshire) ist eine ehemalige britische Mittelstreckenläuferin.
Bei den Olympischen Spielen 1968 schied sie über 800 m im Vorlauf aus.
1970 gewann sie bei den British Commonwealth Games in Edinburgh für England startend Silber über 1500 m. Im Jahr darauf wurde sie bei den Leichtathletik-Europameisterschaften 1971 in Helsinki über dieselbe Distanz Achte.
Bei den Olympischen Spielen 1972 kam sie über 1500 m nicht über die erste Runde hinaus.
1974 holte sie bei den British Commonwealth Games in Christchurch erneut Silber über 1500 m und wurde Vierte über 800 m.
1973 wurde sie Englische Meisterin über 1500 m.

## Persönliche Bestzeiten
- 800 m: 2:01,2 min, 1. Juli 1973, Leipzig
  - Halle: 2:06,4 min, 8. Dezember 1973, Cosford
- 1000 m: 2:42,46 min, 13. September 1974, London
- 1500 m: 4:10,66 min, 2. Februar 1974, Christchurch
- 1 Meile: 4:36,18 min, 14. September 1973, London
- 3000 m: 9:13,31 min, 25. August 1975, London